# Chương trình Đài quan sát Lớn
Đài quan sát Lớn (Great Observatories) của NASA là một chuỗi bốn các vệ tinh lớn, mạnh mẽ trong không gian có gắn kính thiên văn. Từng vệ tinh được thiết kế để kiểm tra một bước sóng/năng lượng khu vực cụ thể của phổ điện từ (tia gamma, tia X-quang, ánh sáng nhìn thấy được, ánh sáng hồng ngoại) sử dụng các công nghệ rất khác nhau. Tiến sĩ Charles Pellerin, Giám đốc NASA về vật lý thiên văn đã khởi động và phát triển chương trình này. Bốn Đài quan sát lớn đã được phóng lên quỹ đạo từ năm 1990, 2003, và ba trong số này vẫn còn hoạt động tính đến năm 2017.

## Các đài quan sát lớn
- Kính viễn vọng không gian Hubble (HST) chủ yếu quan sát phổ nhìn thấy được và cận tử ngoại. Nó được phóng đi năm 1990 theo tàu Discovery mã số STS-31. Một điệp vụ vào năm 1997 đã bổ sung thêm năng lực quan sát cận-hồng ngoại và nhiệm vụ cuối cùng trong năm 2009 là khắc phục và kéo dài tuổi thọ của Hubble, dẫn đến một số kết quả tốt nhất cho đến nay.
- Đài quan sát tia gamma Compton (CGRO) chủ yếu quan sát tia gamma, mặc dù nó mở rộng sang cả tia X. Nó được phóng đi năm 1991 theo tàu Atlantis mã số STS-37 và đã được gỡ ra khỏi quỹ đạo vào năm 2000 sau khi máy quay không hoạt động.
- Đài quan sát tia X Chandra (CXO) chủ yếu quan sát tia X mềm. Nó được phóng đi năm 1999 theo tàu Columbia mã số STS-93 vào một quỹ đạo xa trái đất hình elip, và ban đầu được đặt tên là Advanced X-ray Astronomical Facility (AXAF).
- Kính viễn vọng Không gian Spitzer (SST) quan sát phổ hồng ngoại. Nó được phóng đi năm 2003 theo tên lửa Delta II vào một quỹ đạo mặt trời nối với trái đất; nó được gọi là Space Infrared Telescope Facility (SIRTF) trước khi được phóng. Do hết chất làm lạnh heli lỏng năm 2009, khả năng sử dụng của kính đã giảm đáng kể, chỉ còn hai mô-đun chụp hình ảnh bước sóng ngắn.

## Kho hình ảnh

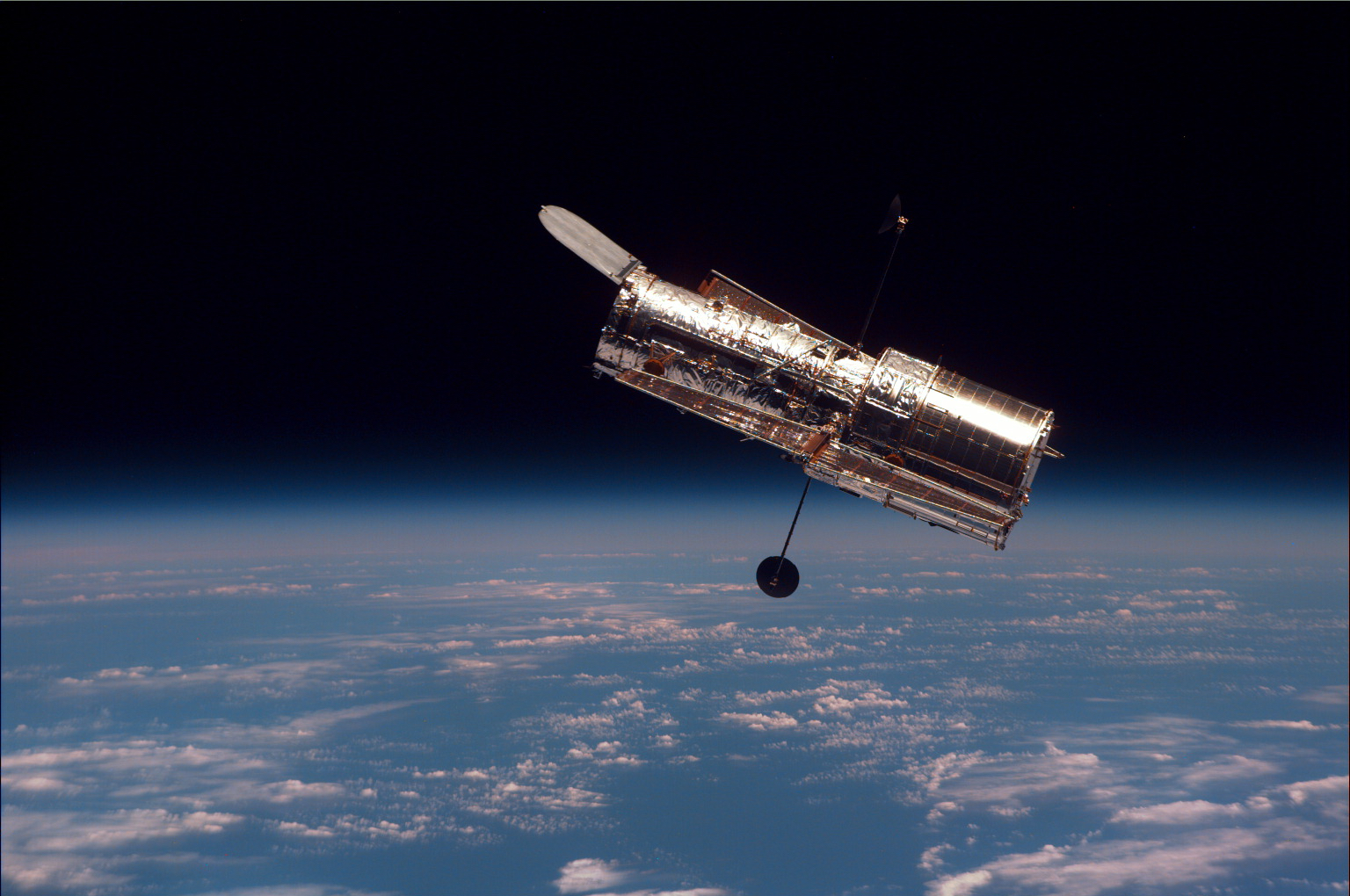
Kính viễn vọng không gian Hubble
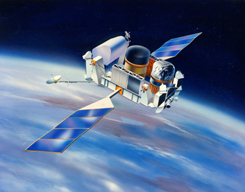
Đài quan sát tia gamma Compton
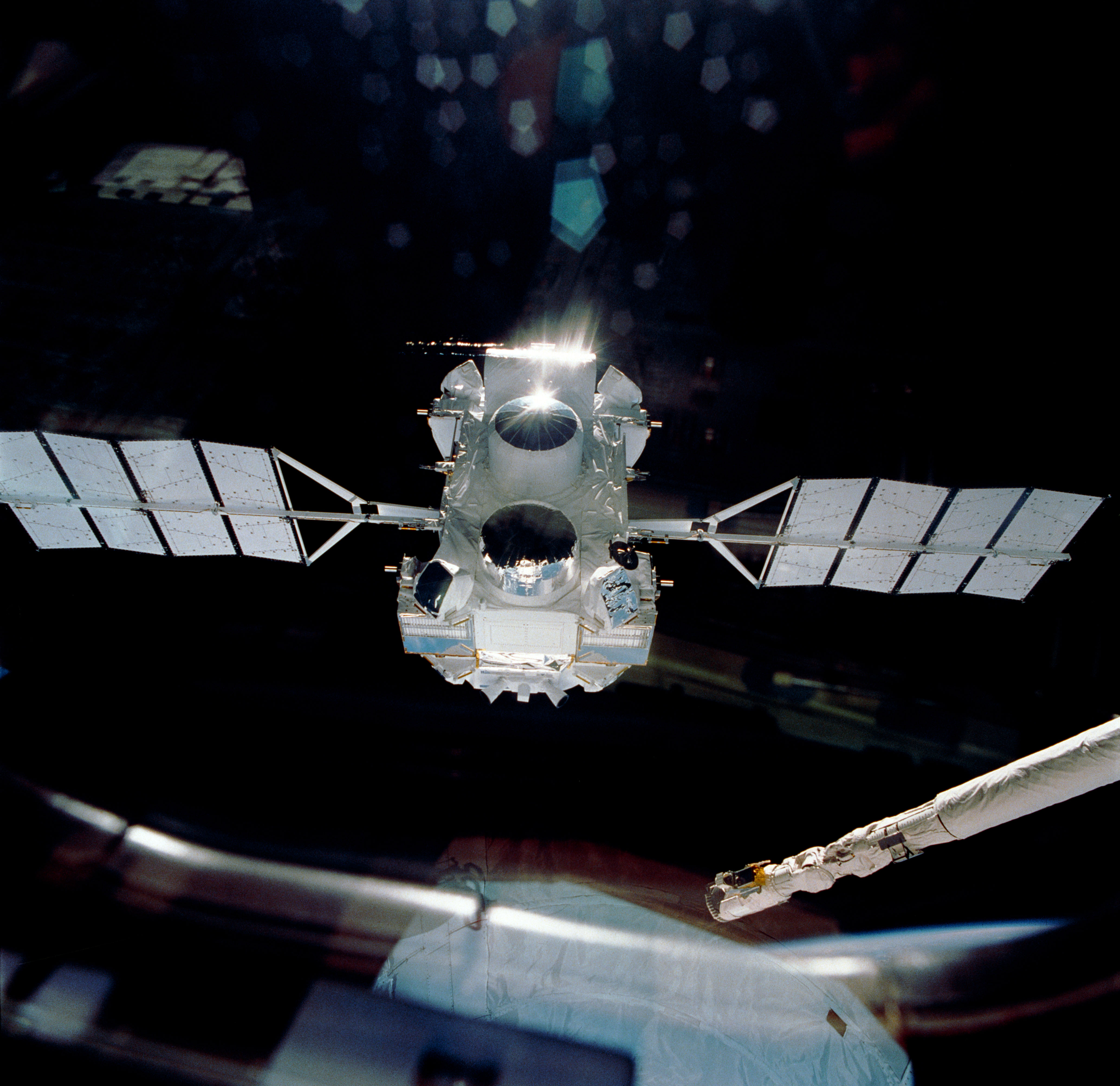
Đài quan sát tia gamma Compton, 1991
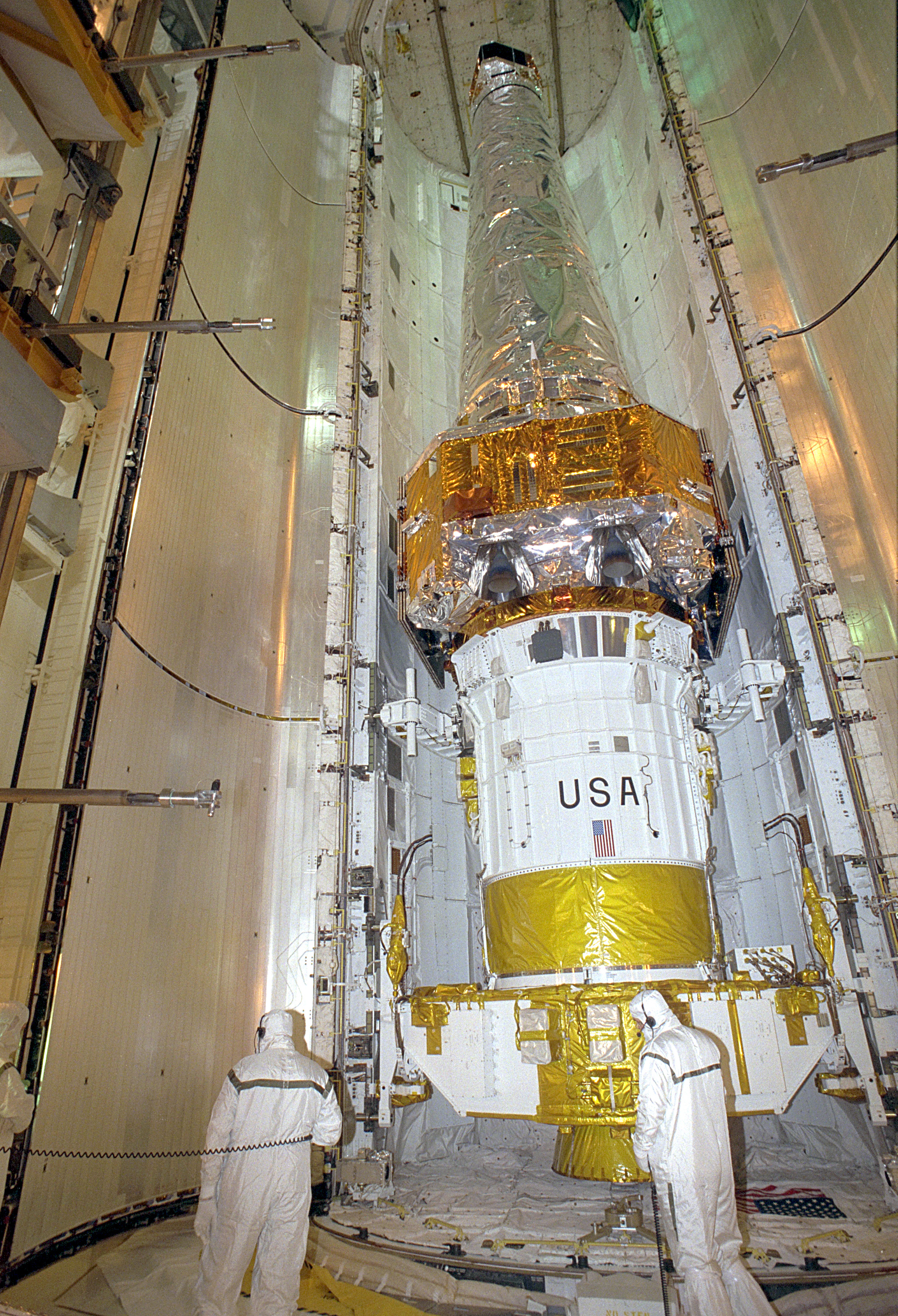
Đài quan sát tia X Chandra tại vị trí chờ phóng
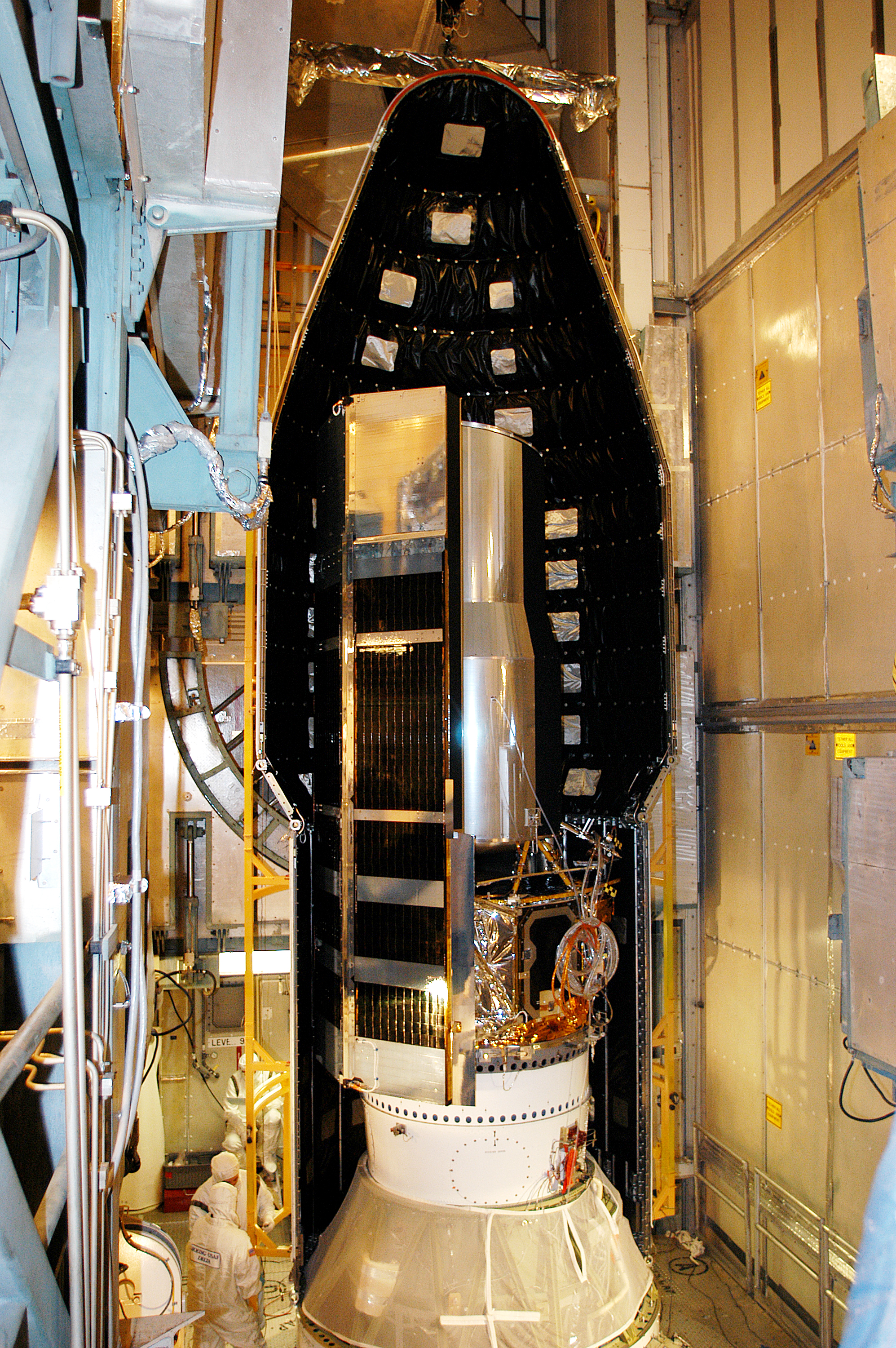
Kính viễn vọng Không gian Spitzer sẵn sàng chờ phóng